# Pietà (El Greco, etapa italiana)
La Pietà o La Pietat és una temática de la qual es conserven dues obres d'El Greco, de la seva etapa a Itàlia.

## Tema de l'obra
La Pietat o Pietà va ser un tema molt popular a la iconografía cristiana, especialment a l'art gòtic tardà, el Renaixement i el Barroc. Consisteix en la representació de Maria sostenint el cos mort de Jesucrist damunt de la seva falda. Sabem que la Verge Maria va estar present a la Crucifixió de Jesús mercès a [Joan 19, 25:27] i cal esmentar la profecía de Simeó al Temple: [Lluc 2:35]. A les dues versions de l'etapa italiana, El Greco hi representa la figura de Joan l'Apòstol, a diferència de la versió que el mestre va pintar durant l'etapa espanyola, en la qual hi apareixen Josep d'Arimatea i Maria Magdalena.

### Versió del Museu d'Art de Filadèlfia
Pintura a l'oli sobre tauler; 28,9 x 20 cm.; Museu d'Art de Filadelfia
Signat a la part inferior esquerra, amb lletres gregues majúscules: DOMÉNIKOS THEOTOKÓPOULOS (E'POÍEI?)
És la primera versió coneguda de les dues que El Greco va realitzar a Itàlia. La técnica és la mateixa, i encara més bizantina que la de la L'Expulsió dels mercaders (Washington). Persisteix l'herència del mètode pictòric basat en la superposició de línies sobre masses de color per tal de representar el modelatge de les formes.
La figura de Jesús està inspirada en la de la Pietat florentina. En aquella época, aquesta escultura estava a la casa de Pier Antonio Bandini, a Roma, per la qual cosa aquesta taula degué ésser pintada durant els primers anys de l'estada del mestre cretenc a aquesta ciutat.
El Greco conserva conserva moltes característiques del Crist de Michelangelo, i els trets bàsics de l'ordenació del grup. Però modifica aquella composició, formant un triangle gairebé perfecte amb braç dret de Crist i amb l'àngel de l'esquerra. D'aquesta forma, assoleix un ritme ascendent, que compensa la pesadesa del cos de Crist i porta la mirada de l'espectador vers el rostre patètic de la Verge. Fins aquest moment, El Greco no havia realitzat mai una composició tan equilibrada, ni un grup tan compacte en quant al contrapès dels elements estàtics i dinàmics.

#### Procedència
- Chèramy, París (venda el 5-7 de maig de 1908, número 78)
- Fischoff, París.

### Versió de la Hispanic Society of America
Oli sobre llenç; 66 x 48 cm.; Hispanic Society of America, Nova York.
La segona versió d'aquest tema no està signada, però pertany inequívocament al mestre, tant per la qualitat com pel carácter. Tècnicament, hi ha més influencia de Ticià, perquè El Greco ha abandonat el procediment de superposar línies sobre masses de color. La pinzellada modela i dibuixa directament, segons un sistema que és a la vegada més senzill i més naturalista. També hi ha un canvi en l'esquema tonal, i la forma té més amplitud i monumentalitat. A la primera versió, el mètode lineal remarcava el que és nervut i muscular, mentre que aquí el modelatge més tènue dona suavitat a les carnacions sense que la forma perdi força.
Aquest llenç està en perfecte estat de conservació. Posterior a la versió de Filadelfia. El Greco degué quedar satisfet amb l'obra anterior, perquè poc després va realitzar aquesta, de mida més gran. No hi ha variacions en la composició, però hom pot constatar els seu progressos en el domini del color i del modelatge.

#### Procedència
- Luis Navas, Madrid.
- Trotti et Cie., París (1908)
- A.M. Huntigton, New York.